# Síndrome de morte súbita infantil
A síndrome da morte súbita do lactente (SMSL) ou síndrome da morte súbita infantil (SMSI), conhecida internacionalmente pela sigla SIDS (sudden infant death syndrome) é o óbito inesperado de crianças com menos de um ano de vida. O diagnóstico exige que a morte permaneça inexplicada mesmo após uma minuciosa autópsia  e uma investigação detalhada sobre a causa. A SMSL normalmente ocorre durante o sono, e geralmente entre às 00:00 e às 09:00 horas. Normalmente não há nenhuma evidência de esforço nem qualquer sinal de ruído.
Desconhece-se a causa exacta para a síndrome de morte súbita infantil. A causa tem sido substancialmente desmistificada por enormes avanços na nossa compreensão acerca da sua relação com o sono e homeostase, meio ambiente e factores de risco genéticos; e uma série de anormalidades bioquímicas e moleculares. Estes factores de perturbação ambiental podem estar relacionados com o dormir sobre o estômago ou de lado, e com o sobreaquecimento e a exposição ao fumo do tabaco. A asfixia acidental, tal como durante a simples partilha da cama, mesmo com objectos de pelúcia, poderá também ser um factor importante. Outra condição de risco poderá estar relacionada com os nascimentos antes das 39 semanas de gestação. A SMSL constitui cerca de 80% das mortes infantis súbitas e inesperadas, juntamente com outras causas como infecções, anomalias genéticas e problemas de coração.  Enquanto o abuso infantil sob a forma de asfixia propositada possa ser sub diagnosticado como SMSL, constituindo menos de 5% dos casos.
O método mais eficaz de prevenir a SMSL é posicionar as crianças com menos de um ano de barriga para cima durante o sono. Outras precauções podem consistir em colocar a criança em colchões firmes separados dos encarregados, num berço e não numa cama livre, num ambiente relativamente frio, com uma chupeta, e evitar a exposição ao fumo do tabaco. A amamentação e imunização podem também diminuir o risco de morte. Os dispositivos de posicionamento e monitores de bebés são precauções que não têm demonstrado grande utilidade. Não existem evidências suficientes que comprovem que o uso de ventiladores sejam benéficos. É importante o apoio às famílias em luto afectadas pela SMSL, tendo em vista que a morte do recém-nascido é súbita, sem testemunhas, e muitas vezes estes estão associados à investigação.
A taxa de SMSL pode variar em quase dez vezes em países desenvolvidos, de um em cada mil para um em cada dez mil. A nível mundial, a síndrome de morte súbita infantil provocou cerca de 15 000 mortes em 2013, número inferior às 22 000 mortes de 1990. A SMSL foi a terceira causa de morte em crianças com menos de um ano nos Estados Unidos em 2011. É a causa mais comum de morte entre o primeiro mês e um ano. Cerca de 90% dos casos ocorrem antes dos seis meses, sendo mais frequente entre os dois e quatro meses. É mais comum em meninos do que em meninas.

## Visão geral
Tipicamente, o bebê é encontrado falecido em seu berço, sem aparentar nenhum sinal de sofrimento ou agonização. Ainda não é possível precisar qual é exato momento do óbito e se ele ocorre na fase do sono ou no período de transição entre sono e a vigília.
A SMSL é um diagnóstico de exclusão, aplicado a bebês que tenham morrido súbita e inesperadamente, quando o motivo permanece inexplicável, mesmo após as adequadas investigações post mortem, que incluem:
1. autópsia;
2. investigação da cena e das circunstâncias da morte;
3. investigação do histórico de doenças do bebê e da família;

## Fatores de risco

### Tabaco
SMSL é mais comum em bebês cujas mães fumaram durante a gravidez. Bebes expostos à nicotina (fumante passivo) tem maior predisposição para SMSL. 

## Como
O óbito ocorre após a súbita interrupção na respiração do bebê, normalmente enquanto dorme. Presume-se que a causa desta interrupção seja uma espécie de "hibernação profunda" do bebê, provocada por sua ainda não concluída formação neurológica, cardiorrespiratória e até seu não desenvolvido controle térmico corporal;

## Incidência
Estatisticamente, há maior incidência quando:
- Sexo: masculino;
- Idade: de dois a quatro meses de vida;

## Agravantes
- qualquer compressão das vias aéreas;
- inalação excessiva do gás carbônico, maior incidente ao deitar de barriga para baixo;
- compressão da face contra o travesseiro (hipertermia);
- nascimento prematuro (imaturidade dos mecanismos cardiorrespiratórios e controle térmico);
- bebês excessivamente agasalhados em ambientes muito aquecidos;
- exposição do bebê à fumaça de cigarro, mesmo durante a gravidez;

Porem, a síndrome pode surgir em bebês que não apresentam nenhuma destas características.

## Cuidados
Algumas medidas simples reduzem a ocorrência da 'síndrome da morte súbita do lactente (SMSL)', como:
- colocar o bebê para dormir de barriga para cima;
- não agasalhar excessivamente o bebê;
- manter a temperatura ambiente em 22 graus Celsius;
- não utilizar colchões e travesseiros excessivamente macios;
- não compartilhar o mesmo leito do bebê;
- monitorar a respiração do bebê com sensores vestíveis, próprios para a SMSL / SIDS;

## Dados
- apenas nos Estados Unidos, estima-se que a 'sudden infant death syndrome (SMSI)' seja responsável por cerca de uma morte a cada 2.000 nascimentos (0,05%);
- 85% dos casos ocorrem com crianças que dormem de barriga para baixo ou que compartilham o leito;
- a simples ação de colocar o bebê para dormir de barriga para cima reduz o número de óbitos em mais de 50%;
- deitar em pronação, ou seja de barriga para baixo, em colchões e travesseiros macios aumenta em 20 vezes o risco da síndrome da morte súbita infantil;